# Jette Hansen
Pour les articles homonymes, voir Hansen.

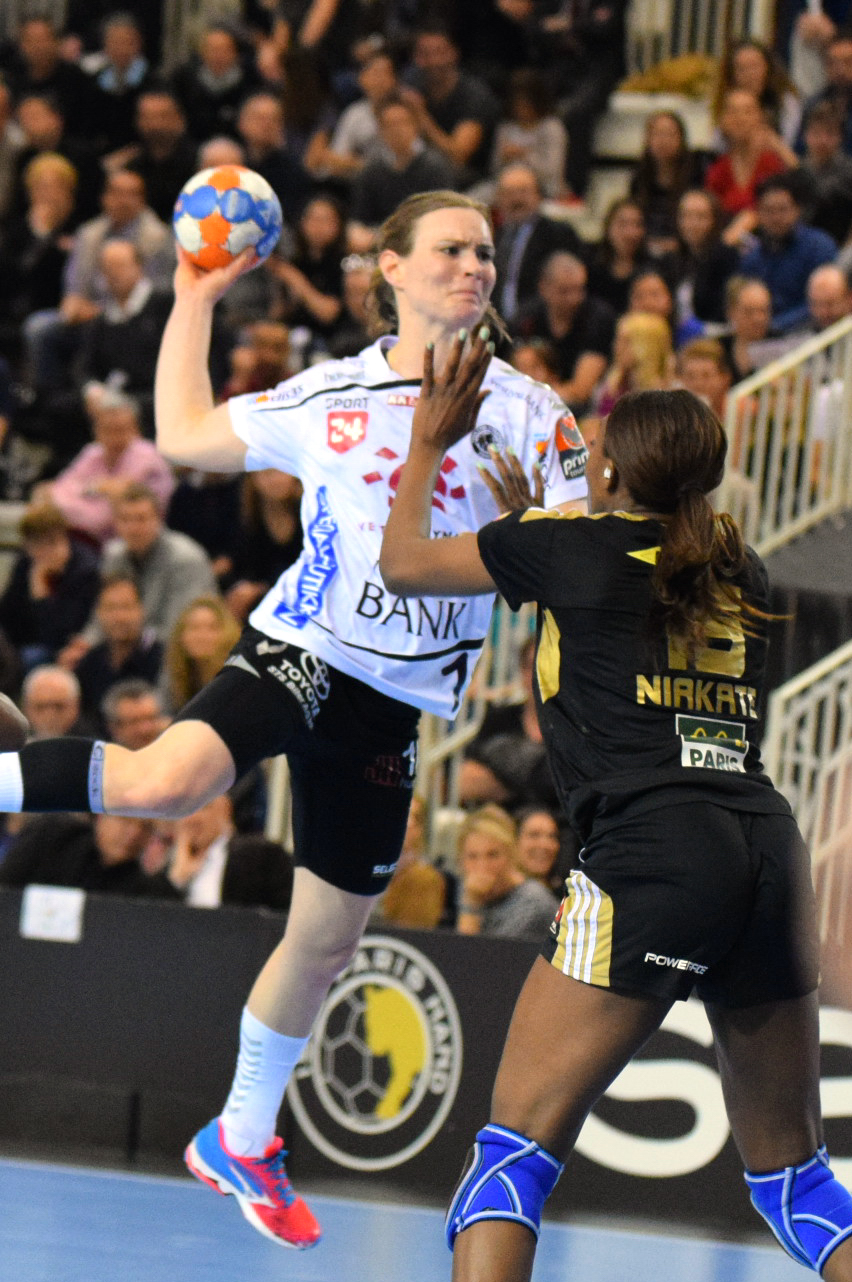
Jette Hansen au tir face à Kalidiatou Niakaté

Jette Hansen, née le 21 juillet 1987 à Ry, est une handballeuse danoise évoluant au poste d'arrière gauche.

## Biographie
En 2014-2015, elle termine meilleure marqueuse du championnat du Danemark avec 157 buts et est élue meilleure arrière gauche de la compétition. À la suite, elle quitte Silkeborg-Voel KFUM pour rejoindre Team Tvis Holstebro à l'intersaison.
En mars 2015, elle est appelée pour la première fois en équipe nationale du Danemark, à l'occasion de la Golden League.
Elle met un terme à sa carrière à l'issue de la saison 2017-2018.

## Palmarès
compétitions internationales
- vainqueur de la coupe d'Europe des vainqueurs de coupe en 2016 (avec Team Tvis Holstebro)